# کریم حکیمی
کریم حکیمی یک ایرانی-کانادایی کارآفرین و عینک ساز است.

## اوایل زندگی
حکیمی متولد ایران است. در سن پنج سالگی پدرش فوت کرد و مجبور به ترک مدرسه و کار برای حمایت از خانواده‌اش شد. او به شغل تراش شیشه‌های لنز وارد شد و این برای او تجارب خوبی در مورد تکنیک‌ها و تجهیزات چشم پزشکی دربر داشت.
در چهارده سالگی حکیمی با حضور در مدرسه شبانه به تکمیل تحصیلات ابتدایی خود و یادگیری خواندن و نوشتن پرداخت. سپس به نیروی دریایی ایران پیوست.
او در ابتدا به آلمان و سپس به سوئیس مهاجرت کرد که در آنجا او با تکمیل تحصیلات خود در زمینه چشم پزشکی مشغول به کار شد.

## زندگی حرفه‌ای
حکیمی با نامه‌نگاری به دولت‌های آمریکا، کانادا، استرالیا طرحها و ایده‌هایی را که برای امور بازرگانی موفقیت آمیز می‌پنداشت مطرح کرد که تنها با استقبال دولت کانادا روبرو شد. دولت وقت کانادا با پرداخت ۵۰۰ دلار هزینهٔ بلیت کشتی او به این کشور، روی یک نابغه بازرگانی سرمایه‌گذاری کرد.
این ترتیب حکیمی در تورنتوی کانادا زمینه لنزهای چشم‌پزشکی مشغول بکار شد
در سال ۱۹۶۷ حکیمی لابراتوار تراش لنز خود را در هتل الوود سابق در تورنتو یا خرید و بازسازی تجهیزات دست‌دوم راه انداخت. در ابتدا او یه فروش مستقیم لنز به صورت مراجعه به درب چشم‌پزشکی‌ها و فروشگاه‌های عینک پرداخت. به زودی او قادر به پس‌انداز کافی برای بازکردن اولین فروشگاه خود شد. روزها به فروش مشغول بود و شب‌ها سفارش‌ها را آماده می‌کرد.

## جوایز و افتخارات
حکیمی به عنوان کسی که از هیج به ثروت و موفقیت رسیده به طور گسترده به عنوان مهاجر برجسته در کانادا شناخته شده است.
- در سال ۲۰۰۵: در مراسمی در پارک ملکه در تورنتو از طرف سواره نظام مالتا مفتخر به لقب شوالیه شد.[۵]
- در سال ۲۰۰۸: خیابان را در شهر تورنتو به افتخار او به نام خیابان حکیمی تغییر دادند.[۲]
- در سال ۲۰۱۱: نام او به عنوان یکی از کانادا ۲۵ مهاجر برتر کانادا معرفی شد.[۱]
- در سال ۲۰۱۲: مدال الماس بزرگداشت ملکه الیزابت دوم به او اهدا شد.[۲]
- در سال ۲۰۱۴: شهر تورنتو نام بخشی از خیابان لبوویک را به افتخار او به خیابان حکیمی تغییر داد.[۶] در شمال غربی تقاطع خیابان حکیمی و Eglinton خیابان اگلیتون فروشگاه حکیمی اپتیک قرار دارد.
- در سال ۲۰۱۶: ایستگاه قطار شهری لبوویک در تورنتو و خیابانی که این ایستگاه در آن واقع است به نام حکیمی-لبوویک تغییر نام داده.[۷]